# Полтавец, Валентин Николаевич
Валенти́н Никола́евич Полтаве́ц (укр. Валентин Миколайович Полтавець; род. 18 апреля 1975, Днепропетровск) — украинский футболист, полузащитник

## Биография
Валентин Полтавец родился 18 апреля 1975 года в Днепропетровске (УССР). Известен, в первую очередь, своими выступлениями за запорожский «Металлург», в котором отыграл пять сезонов. Всего в Высшей лиге чемпионата Украины провёл 322 матча, забил 77 голов.
Член «Клуба Александра Чижевского».

## Достижения

### Командные
- Бронзовый призёр Чемпионата Украины (2): 2001, 2006
- Обладатель Кубка Швейцарии: 2004

### Личные
- Член бомбардирского Клуба Сергея Реброва: 77 голов